# 尼古拉·斯托吉克維奇
尼古拉·斯托吉克維奇（1992年8月17日—）是一位塞爾維亞足球運動員，在場上的位置是前鋒。他現在效力於塞爾維亞足球超級聯賽球隊庫卡瑞奇足球俱樂部。他也代表塞爾維亞各級國青隊參賽。